# Vilhelm Ostvald
Vilhelm Ostvald (Vilhelms Ostvalds, Riga, 2. septembar 1853 – Lajpcig, 4. april 1932), bio je nemački hemičar. Dobitnik je Nobelove nagrade za hemiju 1909. godine za svoj rad na katalizi, hemijskoj ravnoteži i brzini reakcija. Ostvald, Jakobus Henrikus van ’t Hof i Svante Avgust Arenijus se obično nazivaju modernim osnivačima fizičke hemije.

## Spoljašnje veze
- Nobel Lecture On Catalysis from Nobelprize.org website
- Biography Biography from Nobelprize.org website
- Works at the Internet Archive
- "The Origin of the Word 'Mole'". ChemTeam.
- Landsitz Energie Grossbothen/Saxony Архивирано на веб-сајту  (1. април 2005) Ostwald and his country seat "Energie" (in English)
- History of the International Committee on Atomic Weights